# Dreigbrief

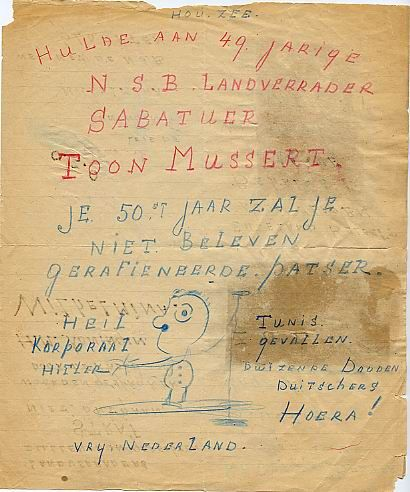
Anonieme gericht aan Anton Mussert met een dreiging over de dood van Mussert en Hitler.

Een dreigbrief is een brief waarin een persoon, doorgaans de geadresseerde, wordt bedreigd. Een dreigbrief wordt vaak anoniem of onder een pseudoniem verstuurd.
Een dreigbrief is er in elk geval in naam op gericht dat de ontvanger iets doet of laat. Het is ook mogelijk dat het versturen van de dreigbrief een uiting van onmacht of frustratie is, die er primair op gericht is aandacht voor de situatie van de verzender te vragen. Wanneer de afzender de ontvanger probeert aan te zetten tot het overmaken van geld of andere zaken, spreken we van chantage of afpersing. Naast een tekst waarin de ontvanger wordt verlangd iets te doen of na te laten bevat de brief een impliciet of expliciet dreigement: wanneer de ontvanger niet meewerkt zullen onaangename dingen gebeuren. Bijvoorbeeld de dood van de ontvanger of een dierbare, vernieling van diens eigendommen, of openbaarmaking van belastende informatie. Het is mogelijk dat de schrijver zich bedient van kwetsende of vulgaire taal, maar dit hoeft niet per se. De schrijver wil immers in de meeste gevallen dat de ontvanger de opdracht uitvoert en niet dat hij of zij uit woede andere maatregelen neemt, zoals verwittiging van de politie.
Al naargelang de wens een dreigbrief extra cachet mee te geven, kan de verzender ervoor kiezen een kogel of bedreigend beeldmateriaal bij te sluiten in de envelop. Een dreigbrief met bijgesloten kogel wordt wel een kogelbrief genoemd. 
Naast het regulier versturen via de post kan een dreigbrief ook achtergelaten worden op een bepaalde plaats. Zo koos de moordenaar van Theo van Gogh er voor om een dreigbrief op het lichaam van Van Gogh achter te laten. Wanneer een dreigbrief op een besloten plaats wordt achtergelaten, kan van de bezorging an sich al een extra dreiging uitgaan. Een variant hierop is de dreigbrief die op een baksteen gebonden is. Door de baksteen door de ruit van de ontvanger te gooien, laat de bedreiger zien in elk geval een zekere vorm van geweld niet te schuwen.